# Filottrano
Filottrano is een gemeente in de Italiaanse provincie Ancona (regio Marche) en telt 9242 inwoners (31-08-2019). De oppervlakte bedraagt 70,2 km², de bevolkingsdichtheid is 135 inwoners per km².
De volgende frazioni maken deel uit van de gemeente: Montoro, Tornazzano, S. Biagio, S. Ignazio, Bartoluccio.

## Demografie
Filottrano telt ongeveer 3352 huishoudens. Het aantal inwoners steeg in de periode 1991-2001 met 3,0% volgens cijfers uit de tienjaarlijkse volkstellingen van ISTAT.
| Jaar | Inwoneraantal |
| ---- | ------------- |
| 1991 | 9008          |
| 2001 | 9278          |

## Geografie
Filottrano grenst aan de volgende gemeenten: Appignano (MC), Cingoli (MC), Jesi, Montefano (MC), Osimo, Santa Maria Nuova.

## Overleden in Filottrano
- Michele Scarponi (25 september 1979 - 22 april 2017), wielrenner